# Ljulj
Ljulj (lat. Lolium), rod jednogodišnjeg raslinja i trajnica iz porodice Gramineae. Postoji devet priznatih vrsti rasprostranjenih po gotovo čitavoj Euroaziji i sjevernoj Africi, a introducirane su po i ostalim kontinentimma. U Hrvatskoj raste nekoliko vrsta, to su debelovlatni ili pijani ljulj (L. temulentum), razmaknuti ljulj (L. remotum), višegodišnji ljulj (L. perenne) i višecvjetni ljulj (L. multiflorum), šiljasti ljulj je vrsta čiji je sinonim Lolium subulatum Vis., a priznata je kao Lolium rigidum Gaudin.
Ime roda Lolium rimski je naziv za korov u žitu, i te biljke često rastu kao žitni korov. Sjeme pijanog ljulja je jestivo, ali kako s njom u simbiozi živi gljivica Sclerotinia temulenta ono postaje otrovno, a u manjim dozama djeluje halucinogeno i narkotično.

## Vrste
1. Lolium adzharicum (Tzvelev) Banfi, Galasso, Foggi, Kopecký & Ardenghi
2. Lolium apenninum (De Not.) Ardenghi & Foggi
3. Lolium arundinaceum (Schreb.) Darbysh.
4. Lolium × aschersonianum (Dörfl.) Banfi, Galasso, Foggi, Kopecký & Ardenghi
5. Lolium atlantigenum (St.-Yves) Banfi, Galasso, Foggi, Kopecký & Ardenghi
6. Lolium × boucheanum Kunth
7. Lolium × brinkmannii (A.Braun) Banfi, Galasso, Foggi, Kopecký & Ardenghi
8. Lolium canariense Steud.
9. Lolium chayuense (L.Liu) Banfi, Galasso, Foggi, Kopecký & Ardenghi
10. Lolium × czarnohorense (Zapal.) Banfi, Galasso, Foggi, Kopecký & Ardenghi
11. Lolium duratum (B.S.Sun & H.Peng) Banfi, Galasso, Foggi, Kopecký & Ardenghi
12. Lolium × elongatum (Ehrh.) Banfi, Galasso, Foggi, Kopecký & Ardenghi
13. Lolium × fleischeri (Rohlena) Banfi, Galasso, Foggi, Kopecký & Ardenghi
14. Lolium font-queri (St.-Yves) Banfi, Galasso, Foggi, Kopecký & Ardenghi
15. Lolium formosanum (Honda) Banfi, Galasso, Foggi, Kopecký & Ardenghi
16. Lolium giganteum (L.) Darbysh.
17. Lolium × holmbergii (Dörfl.) Banfi, Galasso, Foggi, Kopecký & Ardenghi
18. Lolium interruptum (Desf.) Banfi, Galasso, Foggi, Kopecký & Ardenghi
19. Lolium × krasanii (H.Scholz) Banfi, Galasso, Foggi, Kopecký & Ardenghi
20. Lolium letourneuxianum (St.-Yves) Banfi, Galasso, Foggi, Kopecký & Ardenghi
21. Lolium liangshanicum (L.Liu) Banfi, Galasso, Foggi, Kopecký & Ardenghi
22. Lolium mairei (St.-Yves) Banfi, Galasso, Foggi, Kopecký & Ardenghi
23. Lolium mazzettianum (E.B.Alexeev) Darbysh.
24. Lolium mediterraneum (Hack.) Banfi, Galasso, Foggi, Kopecký & Ardenghi
25. Lolium multiflorum Lam.
26. Lolium perenne L.
27. Lolium persicum Boiss. & Hohen.
28. Lolium pluriflorum (Schult.) Banfi, Galasso, Foggi, Kopecký & Ardenghi
29. Lolium × portalii D.Allen
30. Lolium pratense (Huds.) Darbysh.
31. Lolium remotum Schrank
32. Lolium rigidum Gaudin
33. Lolium saxatile H.Scholz & S.Scholz
34. Lolium scabriflorum (L.Liu) Banfi, Galasso, Foggi, Kopecký & Ardenghi
35. Lolium × schlickumii (Grantzow) Banfi, Galasso, Foggi, Kopecký & Ardenghi
36. Lolium × subnutans (Holmb.) Banfi, Galasso, Foggi, Kopecký & Ardenghi
37. Lolium subulatum Vis.
38. Lolium temulentum L.
39. Lolium tuberosum (Romero Zarco & Cabezudo) Banfi, Galasso, Foggi, Kopecký & Ardenghi